# Columbus, Ohio
Columbus je glavno in največje mesto ameriške zvezne države Ohio. Leži blizu geografskega središča Ohia. Mesto je poimenovano po Krištofu Kolumbu. Ustanovljeno je bilo leta 1812 ob sotočju dveh manjših rek, od leta 1816 pa je tudi prestolnica Ohia.
Mesto Columbus ima okoli 750.000 prebivalcev in je tako 15. največje mesto v ZDA. Ime Columbus v splošni rabi po navadi označuje celotno velemesto, ki šteje nekaj manj kot 1,8 milijona ljudi.
Columbus ima raznoliko gospodarstvo, ki temelji na izobraževanju, zavarovalništvu, zdravstvu, trgovini na drobno in tehnologiji. V mestu se nahajajo Državna univerza Ohia (Ohio State University), največja univerza v ZDA, in tri pomembna zdravstvena središča. Columbus velja za eno najbolj ugodnih ameriških mest za bivanje in pridobiva na svetovnem pomenu.